# Борисов, Борислав
Борисла́в Константи́нов Бори́сов (12 ноября 1954) — болгарский гребец-байдарочник, выступал за сборную Болгарии во второй половине 1970-х годов. Бронзовый призёр летних Олимпийских игр в Москве, участник Олимпийских игр в Монреале, победитель регат национального значения.

## Биография
Борислав Борисов родился 12 ноября 1954.
Благодаря череде удачных выступлений удостоился права защищать честь страны на летних Олимпийских играх 1976 года в Монреале — вместе со своим напарником Лазаром Христовым участвовал здесь в гонках байдарок-двоек на пятистах метрах и на тысяче, в первом случае дошёл только до стадии полуфиналов, во втором пробился в финал, но в решающем заезде финишировал последним девятым.
После монреальской Олимпиады Борисов остался в основном составе национальной команды Болгарии и продолжил принимать участие в крупнейших международных регатах. В 1980 году он прошёл квалификацию на Олимпийские игры в Москву — с четырёхместным экипажем, куда также вошли гребцы Божидар Миленков, Лазар Христов и Иван Манев, завоевал на километровой дистанции бронзовую медаль — лучше финишировали лишь команды ГДР и Румынии. Став бронзовым олимпийским призёром, вскоре Борислав Борисов принял решение завершить спортивную карьеру.